# Curs (navegació)
|  | No s'ha de confondre amb Rumb. |

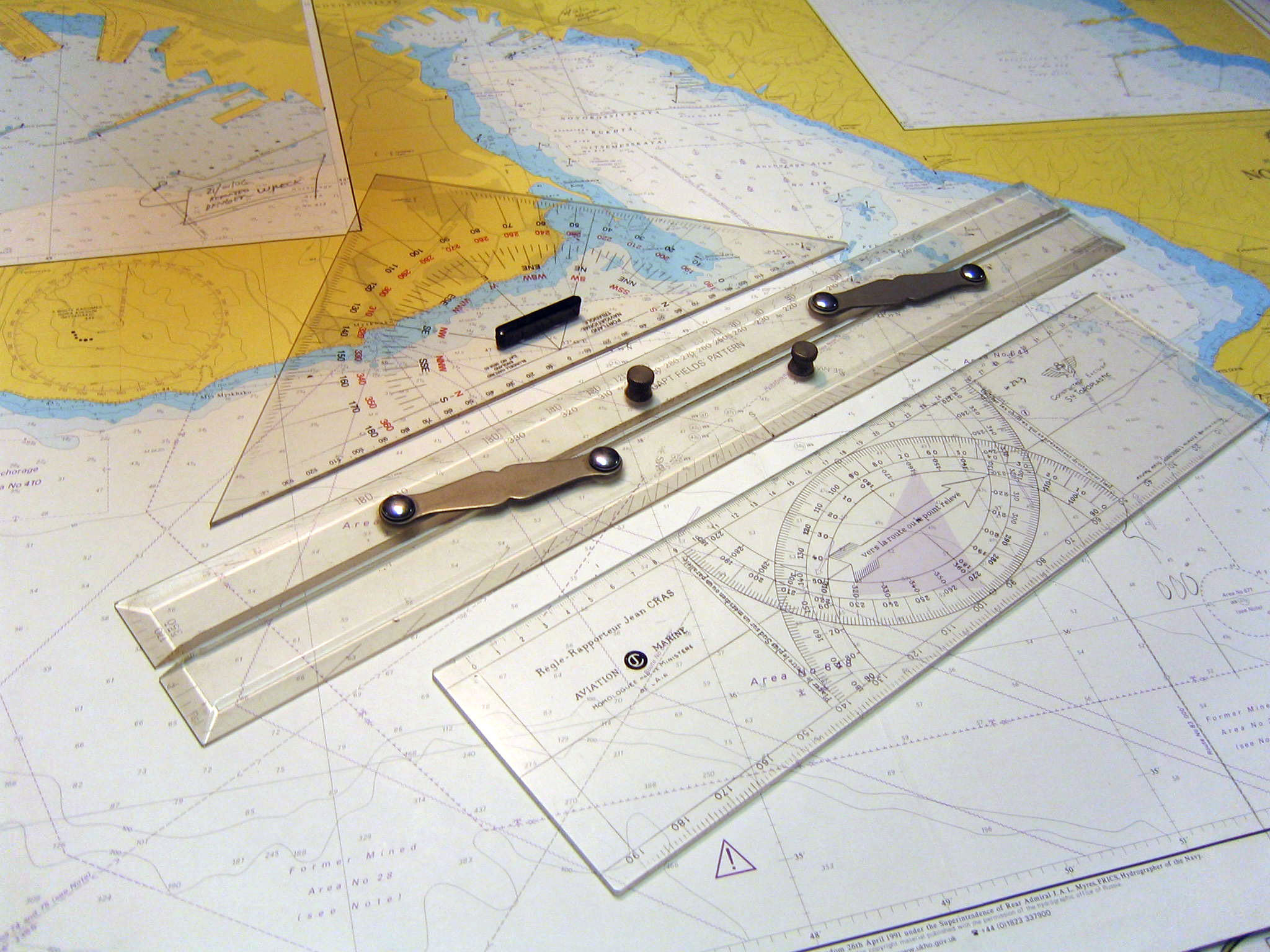
Instruments emprats per traçar un rumb en una carta nàutica o aeronàutica, que acabarà sent el curs quan el vehicle l'hagi recorregut

En navegació, el curs d'una embarcació o d'una aeronau és la direcció cardinal que acaba recorrent sobre el mapa, un vehicle d'aquestes característiques. El curs s'ha de distingir i no ser confós amb rumb, que és la direcció cap on es troba apuntant la proa d'una embarcació o el morro d'una aeronau en un moment determinat.

## Curs, trajectòria, ruta i rumb
La trajectòria que una embarcació segueix sobre el terreny o trajectòria terrestre, s'anomena curs complert, o curs sobre el terreny. En el cas d'una aeronau, s'anomena simplement, trajectòria. Una trajectòria prevista per a ser seguida és una ruta. Per a embarcacions i aeronaus, les rutes solen ser segments en línia recta, entre punts de referència, en els quals s'utilitzen coordenades per ubicar-los en un mapa.
Un navegant pot determinar el rumb d'una embarcació cap el següent punt de referència que hagi estat predeterminat, prenent com a base la posició inicial de l'embarcació, fent ús d'una brúixola. No obstant això, i pel fet que els corrents marins o el vent poden causar que aquesta embarcació es desviï del seu curs previst (deriva), un navegant també ha d'establir un rumb que compensi aquesta deriva. Les direccions dels rumbs a seguir s'especifiquen en graus, i partint des del nord, sigui aquest el nord veritable o el nord magnètic.
En aviació, el nord sol expressar-se com 000. En alguns casos, els navegants de les primeres aeronaus solien fer servir els punts cardinals en lloc dels graus d'una brúixola, com per exemple, a l'hora d'expressar «nord-est» en lloc de 045°, cosa que va perdurar fins que a mitjans del segle xx l'ús dels graus esdevingué més freqüent.

## Curs veritable i curs magnètic

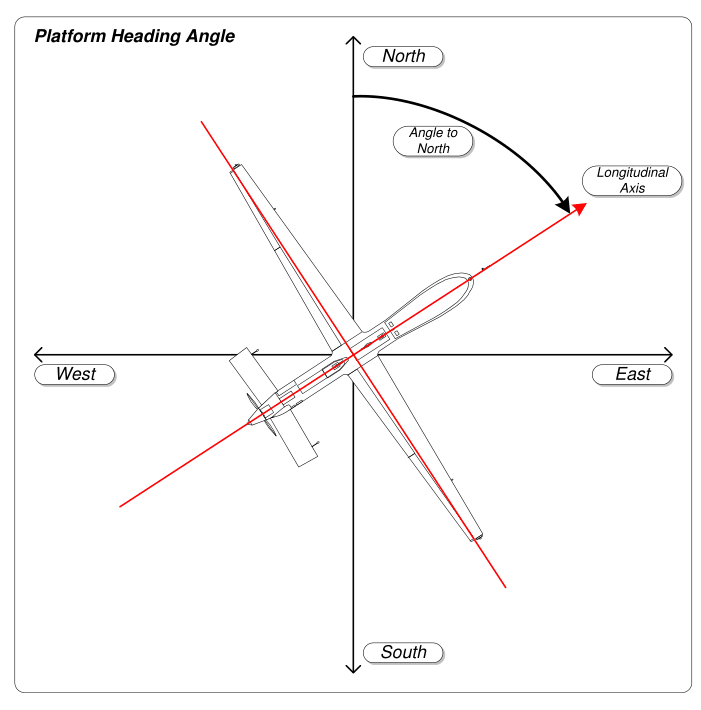
Curs veritable
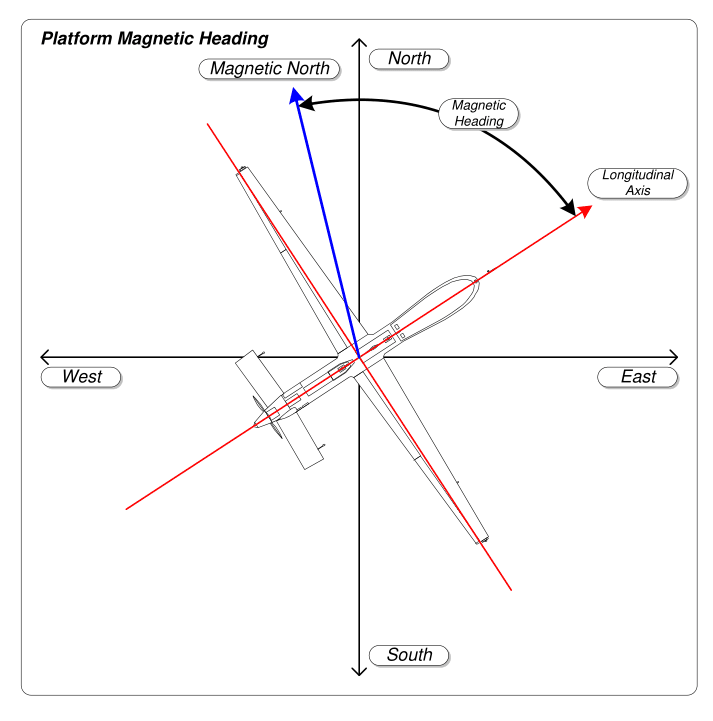
Curs magnètic